# Pseuduvaria macrophylla
Pseuduvaria macrophylla är en kirimojaväxtart som först beskrevs av Daniel Oliver, och fick sitt nu gällande namn av Elmer Drew Merrill. Pseuduvaria macrophylla ingår i släktet Pseuduvaria och familjen kirimojaväxter. IUCN kategoriserar arten globalt som sårbar. Utöver nominatformen finns också underarten P. m. macrophylla.